# Collège d'Oscott
Le collège théologique d'Oscott, souvent appelé Oscott College, est le séminaire catholique de l'archidiocèse de Birmingham, en Angleterre.
Il admet des étudiants se préparant à devenir prêtre catholique dans les diocèses d'Angleterre et du Pays de Galles, ainsi que quelques étudiants étrangers. Récemment, il est aussi devenu le Centre diocésain pour la formation des candidats au diaconat permanent.
Si le collège n'est pas épargné par la pénurie des vocations, il compte néanmoins environ trente étudiants et cinq prêtres qui en sortent chaque année en moyenne.

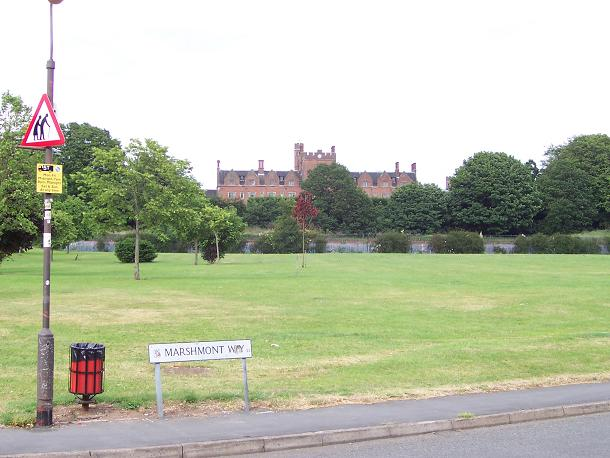
Photographie du collège d'Oscott.

## Histoire
Le collège a été fondé dans le Vieux-Oscott, dans l'actuelle Grande-Barr, en 1794, tant pour la formation des prêtres que pour l'éducation des élèves laïcs. En 1838, l'université a déménagé vers un nouveau site, qui est venu à être connu sous le nom de New Oscott. Le nouveau bâtiment a été conçu par Augustus Pugin et Joseph Potter à un coût de 40 000 livres. Le collège est rapidement devenu un symbole de la renaissance de la foi catholique en Angleterre et a joué un rôle important dans la vie de l'Église au XIXe siècle. En 1889, le collège a été fermé, mais a rouvert l'année suivante avec un séminaire seulement. 

## Visite du pape Benoît XVI en 2010
Le pape Benoît XVI a rendu visite au collège le 19 septembre 2010 à la suite de la béatification, tôt dans la journée à Birmingham de Cofton Park, du cardinal Newman qui a séjourné au collège à la fin des années 1840. Lors de sa visite à Oscott, Benoît XVI a rencontré et a déjeuné avec les évêques catholiques d'Angleterre, d'Écosse et du Pays de Galles. La visite à Oscott était la dernière étape prévue au cours de la quatrième journée de la visite d'État de Benoît XVI au Royaume-Uni, la première d'un pape catholique depuis la séparation de l'Église anglicane de l'Église catholique romaine.